# لشکر ۳۰ پیاده بیرجند

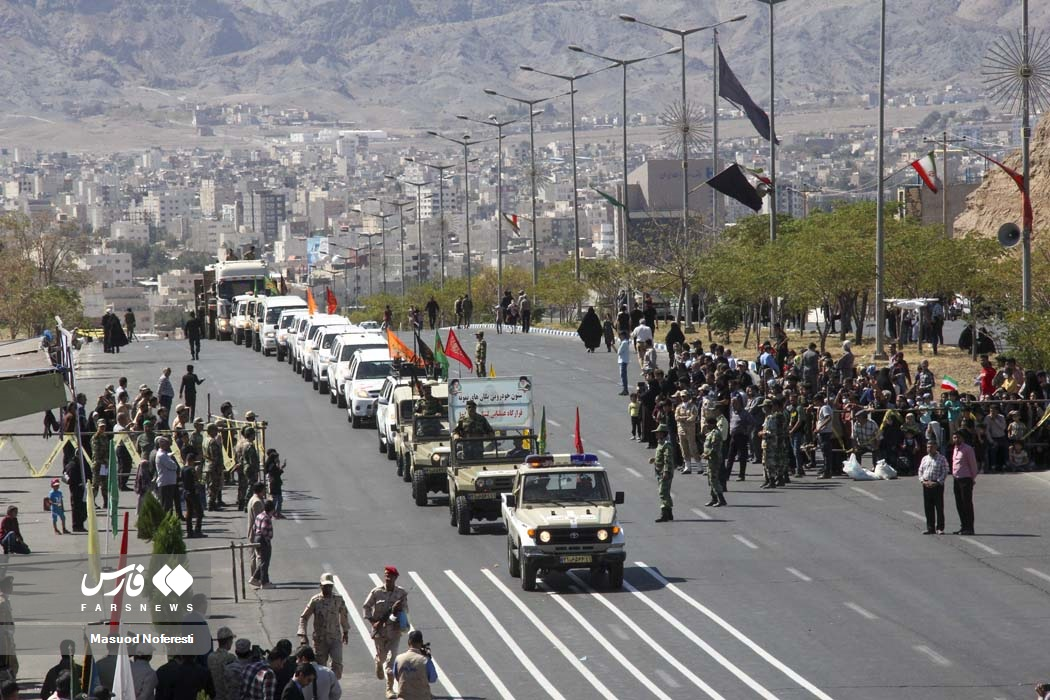
رژه ستون خودرویی لشکر ۳۰ پیاده به‌مناسبت سالگرد جنگ ایران و عراق در سال ۱۴۰۱، بیرجند

لشکر ۳۰ پیاده بیرجند لشکر پیاده‌نظام زیرمجموعه نیروی زمینی ارتش ایران است، که قرارگاه و ستاد فرماندهی آن در شهر بیرجند قرار دارد. لشکر ۳۰ که پیشتر در شهر گرگان مستقر بود؛ در خلال جنگ ایران و عراق از یگان‌های عمل‌کننده ارتش بود و در ۲۴ عملیات شرکت داشت. هم‌اکنون سرتیپ‌دوم جلیل شاطری فرماندهی این لشکر را برعهده دارد.

## سازمان
قبل از پیروزی انقلاب ایران لشکر 5 گرگان منحل و به جای آن هنگ سپاهیان دانش در پادگان گرگان مستقر شد. پس از پیروزی انقلاب اسلامی ایران، تیپ 30 پیاده گرگان با استفاده از کارکنان سپاهیان دانش و افراد منتقل شده از گارد سابق در پادگان گرگان تشکیل و تحت تابعیت لشکر یک پیاده مرکز قرار گرفت.
تیپ 30 در تاریخ 1360/1/1 از تحت امر لشکر یک خارج و در ترکیب نیروی زمینی ارتش جمهوری اسلامی ایران به نام تیپ 30 مستقل گرگان نامیده شد و در دی ‌سال 1362 با توجه به شرایط و نیاز جنگ، به لشکر 30 عملیاتی تغییر و در تاریخ 1365/‌1/‌5 به نام لشکر 30 پیاده گرگان با دو تیپ سازمانی فعال شد. 
پس از اجرای «طرح ثامن‌الائمه نزاجا»، تیپ‌های زیر نظر این لشکر از نظر عملیاتی مستقل شدند و نقش قرارگاه لشکر تنها فرماندهی تاکتیکی تیپ‌های زیرمجموعه است. پادگان جدید تیپ ۲۵۸ متحرک هجومی نیز در نهبندان جهت انتقال این یگان به استان خراسان جنوبی در حال انجام است. 
- قرارگاه تاکتیکی لشکر ۳۰ پیاده

- تیپ ۲۵۸ متحرک هجومی نهبندان.
- تیپ ۲۳۰ پیاده گرگان